# Sekirankai
La Sekirankai (japonais : 赤瀾会 ; Société de la vague rouge) était une organisation féministe et socialiste active au Japon. L'organisation est créée en avril 1921 à l'initiative de militantes anarchistes ; Yamakawa Kikue et Noe Itō, figures influentes du féminisme japonais, étaient les conseillères du groupe. La Sekirankai a participé aux activités du 1er mai cette année-là, publié le magazine Omedetashi (お目出度誌), tenu des séminaires et des conférences et distribué des brochures pacifiste à l'armée. Leur manifeste condamnait le capitalisme, arguant qu'il faisait des femmes « des esclaves et des prostituées ». La Sekirankai a été la première association socialiste de femmes au Japon et s'est heurtée aux féministes de la Shin Fujin Kyōkai (l'Association de la femme nouvelle, 新婦人協会). L'organisation s'est dissoute huit mois après sa création.

## Histoire

### Fondation

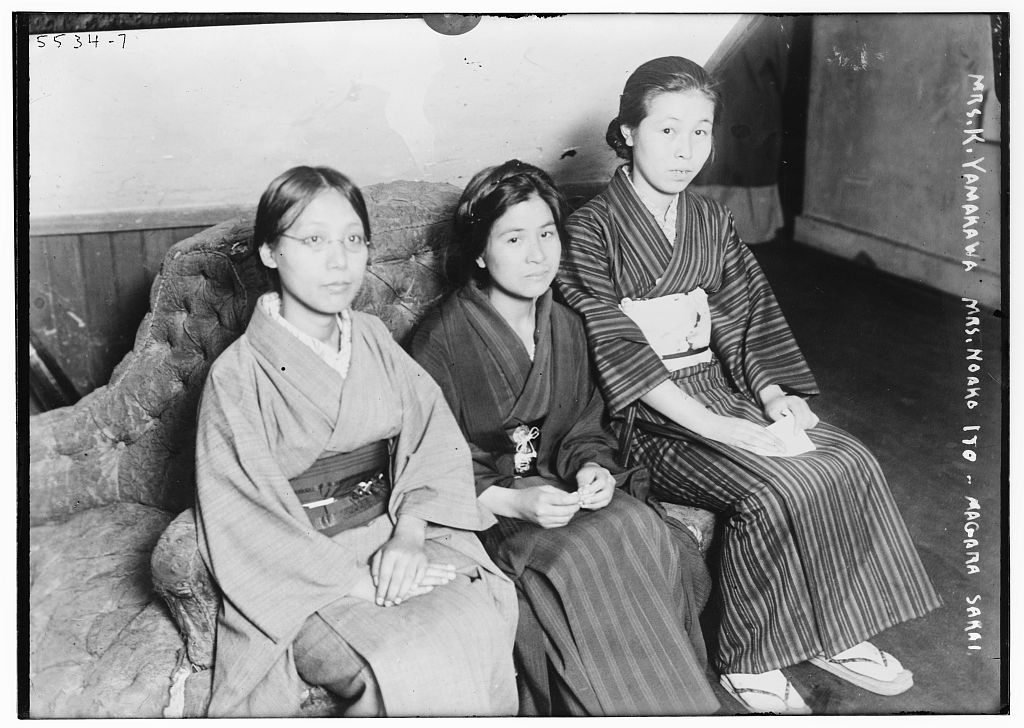
Kikue Yamakawa, Noe Itō et Magara Sakai, en juillet 1921 à une conférence de la Sekirankai.

La fin de la première guerre mondiale est une époque du Japon impérial où la pensée socialiste a gagné suffisamment de force pour être exprimée publiquement. Après les émeutes du riz de 1918 et de nombreuses grèves à travers le pays, le mouvement syndical et socialiste est renforcé. Par ailleurs, le mouvement féministe voit la création à la fin 1919 de la Shin Fujin Kyōkai (Association de la femme nouvelle). Cependant, cette organisation est critiquée par les militantes féministes engagées dans le mouvement ouvrier. En février 1921, Noe Itō publie ainsi dans la revue Kaizō un article intitulée « L'Égoïsme du mouvement des femmes de la bourgeoisie : à propos du mouvement politique des femmes et du nouveau mouvement des associations féminines ».
La Sekirankai a été fondée en avril 1921 par un groupe anarchiste établi par Sakai Magara, Kutsumi Fusako, Hashiura Haruno et Akizuki Shizue. Il s'agissait de la première association socialiste de femmes au Japon. Yamakawa Kikue et Noe Itō firent figure de conseillères pour l'organisation. La société comptait environ 42 membres, dont 17 étaient actives. Comme beaucoup de membres de la Sekirankai avaient des liens personnels avec la Nihon Shakai Shugi Dōmei (Ligue socialiste japonaise), l'organisation a parfois été surnommée le "bureau des femmes" de la Ligue.

### Manifestation du1ermai 1921
L'une des premières activités de la Sekirankai a été d'organiser leur participation à la manifestation du Premier mai 1921. Les activités du 1er mai de l'année précédente, organisées dans le parc Ueno de Tokyo, avaient été l'occasion de la première célébration publique de la Journée internationale des travailleurs au Japon, l'affluence avait alors été de 5 000 personnes. Pour l'événement, Yamakawa Kikue rédige un manifeste intitulé Fujin ni Gekisu (Manifeste aux femmes) qui dénonçait le capitalisme qui avait engendré l'impérialisme, et où elle envisageait les problèmes du capitalisme d'un point de vue féministe. Le manifeste a été publié en brochures à distribuer lors de l'événement,. Le manifeste disait : « Le 1er mai est le jour des prolétaires, de nous, travailleuses opprimées. Pendant des siècles et des siècles, les femmes et les travailleurs ont enduré ensemble une histoire d'oppression et d'ignorance. Mais l'aube approche. Le gong du matin qui a été frappé en Russie signale la première étape de la victoire qui va, minute par minute, bannir les ténèbres du capitalisme de la surface de la terre. Mes sœurs, écoutez le pouvoir des femmes qui s'incarne dans le son du gong. Déployons le maximum de nos forces et, avec nos frères, frappons le gong qui signalera la libération des prolétaires du Japon. Femmes éveillées, rejoignez la marche du 1er mai !
La Sekirankai est une organisation de femmes qui prévoit de participer à l'entreprise de destruction de la société capitaliste et de construction d'une société socialiste. La société capitaliste nous transforme en esclaves à la maison et nous opprime en tant qu'esclaves salariées à l'extérieur du foyer. Elle transforme beaucoup de nos sœurs en prostituées. Ses ambitions impérialistes nous privent de nos pères, enfants, amours et frères bien-aimés et les transforment en chair à canon. Il les force, ainsi que les prolétaires d'autres pays, à s'entretuer brutalement. C'est une société qui, au nom de ses profiteurs cupides, écrase et sacrifie notre jeunesse, notre santé, nos talents, toutes les chances de bonheur, même notre vie, et ne ressent aucune compassion. La Sekirankai déclare une guerre totale à cette société cruelle et éhontée. Femmes qui souhaitez être libérées, rejoignez la Sekirankai !
Le socialisme offre le seul moyen de sauver l'humanité des oppressions et des abus du capitalisme. Sœurs qui aimez la Justice et la morale, rejoignez le mouvement socialiste ! »

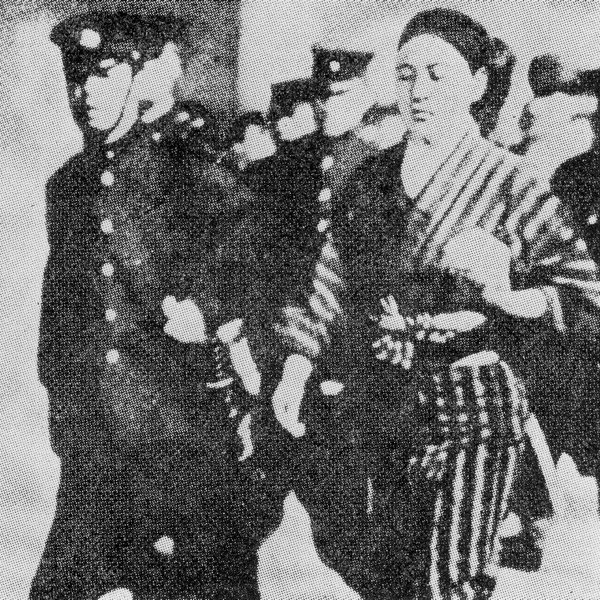
Arrestation de Haruko Hashiura à la manifestation du 1er mai 1921.

Une vingtaine de femmes membres du Sekirankai défilent lors des manifestations du 1er mai. Elles portaient des drapeaux rouges et noirs fabriqués par Hashiura Haruko et des drapeaux plus petits peints des initiales de nom en anglais du groupe : « R.W. » pour « Red Wave ». Elles défilent dans le cadre d'un mouvement politique. Toutes les militantes sont arrêtées, l'article 5 de la loi sur l'ordre public de 1900 prohibant la participation des femmes aux manifestations politiques. Des comptes rendus sensationnalistes de l'événement publiés par les journalistes aboutissent à des restrictions gouvernementales sur les mouvements de l'organisation, mais les activités des féministes sont placées sous les projecteurs nationaux, leur donnant une grande audience. Au cours de la manifestation du 1er mai de l'année suivante, des femmes ont participé aux manifestations à travers tout le pays.

### Activités de la Sekirankai
En juin 1921, des membres de la Sekirankai donnent une conférence sur les problèmes des femmes à la Maison de la jeunesse de Kanda (Kanda Seinen Kaikan), Tokyo. Yamakawa Kikue, Itō Noe, Kutsumi Fusako, Fujimori Seikichi, Sakai Magara, Eguchi Kan et Ishikawa Sanshirō prennent la parole lors de la réunion. En juillet, la Sekirankai organise un séminaire de cinq jours. Un magazine titré Omedetashi (お目出度誌事, Auspicious Magazine) est publié par la Sekirankai.
En octobre 1921, elles participent à la propagande socialiste en direction de l'armée, connue comme la Guntai Sekka Jiken ("Incident de la communisation de l'armée", 軍隊赤化事件) et envoient des tracts pacifistes et anti-militaristes à l'armée par la poste.

### Polémique avec l'Association de la femme nouvelle
Les Sekirankai ont également critiqué l'organisation de femmes japonaises, Shin Fujin Kyōkai (Association de la femme nouvelle, 新婦人協会), formée en 1920. La Sekirankai trouvait que la nature bourgeoise de l'Association était antithétique à la cause des droits des femmes, et Yamakawa développa des critiques sévères dans un article paru dans le numéro de juillet 1921 de Taiyō, « L'Association des femmes nouvelles et la Société de la vague rouge ». Elle y écrivait que « la révolution est essentielle pour les femmes. Seule la Sekirankai peut fournir la réponse ». L'article à lui seul aurait été un coup dur pour la Shin Fujin Kyōkai, mais le moment choisi a rendu l'impact encore plus profond, car l'article est apparu juste à la suite de la démission d'Ichikawa Fusae de la tête de l'Association. Dans l'article, Yamakawa concentre ses critiques sur la dirigeante de l'Association, Hiratsuka Raichō, estimant que le groupe se concentrait uniquement sur les problèmes des femmes de la classe supérieure tout en ignorant les réalités auxquelles les femmes de la classe ouvrière étaient confrontées.

### Dissolution
À la fin de 1921, les activités de la Sekirankai ont dû s'arrêter. À l'époque, la loi de 1900 sur l'ordre public et la police interdisait les grèves ouvrières et les organisations syndicales, et encadrait la répression contre la liberté de parole et de rassemblement. La Nihon Shakai Shugi Dōmei, avec qui la Sekirankai entretenait des liens privilégiés, avait ainsi été interdite et dissoute dès le 28 mai 1921. L'article 5 en particulier, privait les femmes du droit à assister à des réunions politiques ou à rejoindre des organisations politiques. En plus de cette répression gouvernementale, la pression de l'opinion publique conservatrice a été un élément puissant d'affaiblissement. Dans tous les journaux, les sociétés féministes et socialistes ont été vilipendées comme des « dégénérées » et ont été l'objet de la dérision de nombreux dessinateurs comme Okamoto Ippei et Kitazawa Rakute. Cela a créé un climat de méfiance à l'égard de ces organisations au sein de l'opinion publique, et celles qui auraient été incitées à adhérer ont été découragées.
Cette critique publique, combinée à la répression gouvernementale et à l'hostilité avec d'autres organisations féminines, avec lesquelles la Sekirankai avait entretenu la polémique, ont contribué à la dissolution de l'organisation en décembre, huit mois seulement après sa création. De nombreux membres de l'organisation ont ensuite formé des groupes dérivés tels que le groupe de discussion Suiyōkai (Société du mercredi) et l'organisation Yōkakai (Société du huitième jour, en référence au 8 mars), qui continuent à porter les idéaux de la Sekirankai.

## Idéologie
Le féminisme de la Sekirankai était matérialiste et socialiste, explorant les problèmes auxquels les femmes étaient confrontées en tant que problèmes de classe et de marchandisation, mais l'organisation associait aussi bien des marxistes que des anarchistes. Une influence importante pour la formation de la Sekirankai était la féministe anarchiste Itō Noe, traductrice de Emma Goldman et ancienne membre de la société pionnière de Seitō-sha. Une seconde influence majeure vient des écrits de Yamakawa Kikue, une écrivaine féministe marxiste japonaise qui était également une membre éminente de la Sekirankai, qui a inspiré une grande partie des principes idéologiques du groupe. Selon ces lignes de pensée marxistes, la Sekirankai pensait que l'indépendance économique était une étape cruciale pour parvenir à la parité entre les sexes ; cependant, selon leur manifeste, l'abolition du capitalisme au profit du socialisme était une condition préalable nécessaire à cette émancipation.